# Foss (mèo)

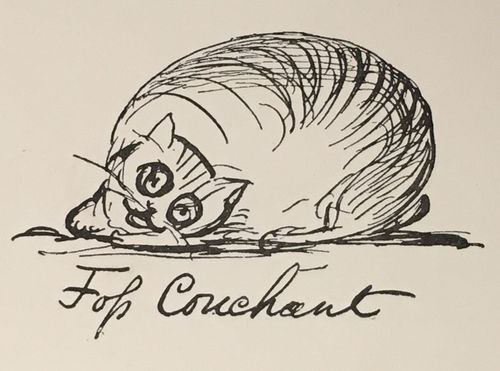
Foss Couchant, được vẽ bởi Lear

Mèo Foss (khoảng năm 1873 - tháng 11 năm 1887), tên chính thức là Aderphos, là con mèo cưng của Edward Lear, tác giả, họa sĩ minh họa và nhà thơ thế kỷ 19. Nó là một con mèo mướp mập mạp, ngoan ngoãn và có vẻ ngoài thiếu hấp dẫn. Con mèo này là một con mèo đực, là con vật yêu thích của Lear và đóng vai trò quan trọng như một người bạn đồng hành trong những năm cuối đời cô đơn của nhà thơ.
Foss được nhắc đến thường xuyên trong thư từ của Lear và xuất hiện trong các minh họa của ông và ít nhất một bài thơ. Foss được cho là nguồn cảm hứng cho pussycat trong tranh minh họa của Lear cho bài thơ "Cú và Pussycat" của ông. Đám tang mà Lear quyết định tổ chức cho Foss, bao gồm một bia mộ được sử dụng, được cho là cầu kỳ hơn so với của chính chủ nhân của nó.

## Ngoại hình
Foss được cho là đã được Edward Lear nhận nuôi trong khi là một chú mèo con vào năm 1873, mặc dù sau đó Lear tuyên bố lúc ông nhận nuôi, con mèo đã khá lớn. Tên đầy đủ của nó là Aderphos của Hy Lạp, nhưng thường được biết đến với cái tên rút gọn là "Foss" hoặc, đặc biệt bởi Lear: "Old Foss". Foss là một con mèo mướp được mô tả là có vẻ ngoài thiếu hấp dẫn. Đuôi của nó bị cắt ngắn bởi những người hầu của Lear trong nỗ lực ngăn nó đi lang thang. Không có bức ảnh nào còn lại về con mèo này, khi nó nhảy ra khỏi vòng tay của Lear vào dịp duy nhất khi nó được chụp.
Lear trở nên yêu thích Foss và nó được cho là động vật yêu thích của mình. Foss được nhắc đến thường xuyên trong thư từ của Lear, đến mức mà ông được cho là gần như nổi tiếng như Lear vào thời điểm đó. Con mèo này được cho là cuộn các bản thảo của Lear để giúp làm khô mực. Nhiều bản ghi chép nói rằng khi Lear lên kế hoạch di dời đến Sanremo, ông đã nhờ kiến trúc sư thiết kế biệt thự mới của mình trên cùng một tầng với ngôi nhà trước đây để tránh nhầm lẫn cho mèo Foss. Mặc dù vậy, ngày đầu tiên ở biệt thự, Foss đã trèo vào một trong những ống khói của biệt thự mới.

## Qua đời

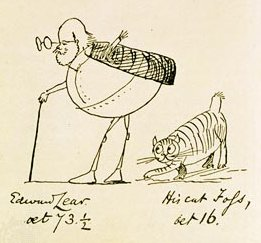
Edward Lear, tuổi 73,5 và con mèo Foss của ông, tuổi 16 (1885)

Foss là bạn đồng hành quan trọng trong những năm cuối đời của Lear tại thời điểm Lear đang chiến đấu với bệnh trầm cảm và cô đơn. Foss chết tại Lear's Villa Tennyson ở Sanremo vào tháng 11 năm 1887, chỉ hai tháng trước cái chết của Lear. Foss đã được báo cáo là 14, 16 hoặc 17 tuổi vào lúc chết, mặc dù Lear lại tin rằng nó thực tế nhiều tuổi hơn và số tuổi 31 được khắc trên bia mộ của Foss. Một số bản vẽ trước năm 1872 của Lear mô tả một con mèo rất giống với Foss với cái đuôi mập mạp, dấu hiệu lông mèo mướp và vẻ ngoài chân thực, và có thể Lear, dù biết hay nói cách khác, đã kết hợp con mèo tưởng tượng của mình với Foss thật.
Foss được chôn cất dưới bia mộ của mang tên chính nó - với một văn bia do Lear sáng tác - bên dưới một cây vả trong vườn tại Villa Tennyson. Đám tang của Foss được cho là phô trương và tổ chức trọng thễ hơn của chính Lear, lễ mà rất ít người tham dự. Foss được nhắc đến trong bài hát "Mr Lear" của ca sĩ nhạc dân gian người Anh Al Stewart trong album năm 2005 A Beach Full of Shells.